# Béla Döcsakovszky
Béla Döcsakovszky (ur. 1958) – węgierski polityk i samorządowiec, członek Węgierskiej Partii Socjalistycznej. W latach 2002–2006 sprawował urząd burmistrza miasta Érd. Z jego inicjatywy nawiązano współpracę partnerską między Érd a Lubaczowem. 
28 kwietnia 2006 podczas uroczystej sesji Rada Miejska w Lubaczowie nadała mu tytuł Honorowego Obywatela Miasta Lubaczowa.